# Saison 2016-2017 des Trail Blazers de Portland
La saison 2016-2017 des Trail Blazers de Portland est la 47e saison de la franchise en NBA.

## Draft
| Tour | Choix | Joueur      | Poste | Nationalité | Provenance            |
| ---- | ----- | ----------- | ----- | ----------- | --------------------- |
| 2    | 47    | Jake Layman | SF    | États-Unis  | Terrapins du Maryland |

## Summer League
| Summer League Total: 2-3 |

| Match | Date match | Équipe      | Score         | Meilleur marqueur    | Meilleur rebondeur     | Meilleur passeur       | Lieux                | Série |
| ----- | ---------- | ----------- | ------------- | -------------------- | ---------------------- | ---------------------- | -------------------- | ----- |
| 1     | 9 juillet  | Phoenix     | D 73-86       | Pat Connaughton (14) | Noah Vonleh (11)       | Pierre Jackson (4)     | Cox Pavilion         | 0 - 1 |
| 2     | 10 juillet | San Antonio | D 69-85       | Noah Vonleh (16)     | Noah Vonleh (12)       | Russ Smith (4)         | Cox Pavilion         | 0 - 2 |
| 3     | 12 juillet | Utah        | V 92-89 (2OT) | C.J. Fair (20)       | Noah Vonleh (10)       | Pierre Jackson (5)     | Thomas & Mack Center | 1 - 2 |
| 4     | 13 juillet | Utah        | D 71-86       | Pierre Jackson (18)  | Bachynski, Jackson (6) | 3 joueurs (3)          | Thomas & Mack Center | 1 - 3 |
| 5     | 15 juillet | Boston      | V 80-75       | Pat Connaughton (23) | Jake Layman (7)        | Connaughton, Smith (5) | Cox Pavilion         | 1 - 4 |

## Pré-saison
| Pré-saison Total: 4-3 (Domicile : 2-1 ; Extérieur : 2-2) |

| Match | Date match | Équipe         | Score          | Meilleur marqueur   | Meilleur rebondeur | Meilleur passeur       | Lieux Spectateurs       | Série |
| ----- | ---------- | -------------- | -------------- | ------------------- | ------------------ | ---------------------- | ----------------------- | ----- |
| 1     | 3 octobre  | Utah           | V 98-89        | Damian Lillard (16) | Ed Davis (7)       | Lillard, McCollum (5)  | Moda Center             | 1 - 0 |
| 2     | 7 octobre  | Phoenix        | V 115-110      | Shabazz Napier (20) | Noah Vonleh (14)   | Mason Plumlee (6)      | Moda Center             | 2 - 0 |
| 3     | 11 octobre | @ L.A. Lakers  | V 109-106 (OT) | Damian Lillard (30) | Mason Plumlee (11) | C.J. McCollum (6)      | Staples Center          | 3 - 0 |
| 4     | 13 octobre | @ L.A Clippers | D 108-109      | C.J. McCollum (20)  | Ed Davis (11)      | Damian Lillard (5)     | Staples Center          | 3 - 1 |
| 5     | 16 octobre | Denver         | D 97-106       | C.J. McCollum (20)  | Noah Vonleh (10)   | McCollum & Plumlee (4) | Moda Center             | 3 - 2 |
| 6     | 19 octobre | @ Utah         | V 88-84        | Damian Lillard (27) | Mason Plumlee (10) | Mason Plumlee (7)      | Vivint Smart Home Arena | 4 - 2 |
| 7     | 21 octobre | @ Golden State | D 96-107       | Damian Lillard (20) | Noah Vonleh (9)    | Lillard, McCollum (4)  | Oracle Arena            | 4 - 3 |

## Saison régulière
| Saison régulière Total: 41-41 (Domicile : 24-16 ; Extérieur : 17-25) |

| Match | Date match | Équipe         | Score          | Meilleur marqueur   | Meilleur rebondeur   | Meilleur passeur    | Lieux Spectateurs | Série |
| ----- | ---------- | -------------- | -------------- | ------------------- | -------------------- | ------------------- | ----------------- | ----- |
| 1     | 25 octobre | Utah           | V 113-104      | Damian Lillard (39) | Damian Lillard (9)   | Damian Lillard (6)  | Moda Center       | 1 - 0 |
| 2     | 27 octobre | L. A. Clippers | D 106-114      | Damian Lillard (29) | Damian Lillard (10)  | Plumlee, Crabbe (4) | Moda Center       | 1 - 1 |
| 3     | 29 octobre | @ Denver       | V 115-113 (OT) | Damian Lillard (37) | Al-Farouq Aminu (12) | Damian Lillard (7)  | Pepsi Center      | 2 - 1 |

| Match | Date match   | Équipe             | Score          | Meilleur marqueur   | Meilleur rebondeur    | Meilleur passeur      | Lieux Spectateurs          | Série   |
| ----- | ------------ | ------------------ | -------------- | ------------------- | --------------------- | --------------------- | -------------------------- | ------- |
| 4     | 1er novembre | Golden State       | D 104-127      | Damian Lillard (31) | Al-Farouq Aminu (10)  | Mason Plumlee (6)     | Moda Center                | 2 - 2   |
| 5     | 2 novembre   | @ Phoenix          | D 115-118 (OT) | Damian Lillard (27) | Mason Plumlee (12)    | Damian Lillard (5)    | Talking Stick Resort Arena | 2 - 3   |
| 6     | 4 novembre   | @ Dallas           | V 105-95       | Damian Lillard (42) | Al-Farouq Aminu (10)  | Lillard, Plumlee (4)  | American Airlines Center   | 3 - 3   |
| 7     | 6 novembre   | @ Memphis          | V 100-94       | C.J. McCollum (37)  | Harkless, Aminu (7)   | Damian Lillard (7)    | FedExForum                 | 4 - 3   |
| 8     | 8 novembre   | Phoenix            | V 124-121      | Damian Lillard (38) | Noah Vonleh (8)       | C.J. McCollum (7)     | Moda Center                | 5 - 3   |
| 9     | 9 novembre   | @ L. A. Clippers   | D 80-111       | Shabazz Napier (11) | Noah Vonleh (11)      | Mason Plumlee (4)     | Staples Center             | 5 - 4   |
| 10    | 11 novembre  | Sacramento         | V 122-120 (OT) | Damian Lillard (36) | Maurice Harkless (8)  | Plumlee, Lillard (7)  | Moda Center                | 6 - 4   |
| 11    | 13 novembre  | Denver             | V 112-105      | Damian Lillard (32) | Mason Plumlee (9)     | Damian Lillard (6)    | Moda Center                | 7 - 4   |
| 12    | 15 novembre  | Chicago            | D 88-113       | Damian Lillard (19) | Maurice Harkless (8)  | Trois joueurs (4)     | Moda Center                | 7 - 5   |
| 13    | 17 novembre  | @ Houston          | D 109-126      | C.J. McCollum (26)  | Mason Plumlee (8)     | Mason Plumlee (7)     | Toyota Center              | 7 - 6   |
| 14    | 18 novembre  | @ Nouvelle-Orléans | D 101-113      | Damian Lillard (27) | Mason Plumlee (12)    | Mason Plumlee (7)     | Smoothie King Center       | 7 - 7   |
| 15    | 20 novembre  | @ Brooklyn         | V 129-109      | C.J. McCollum (33)  | Meyers Leonard (11)   | McCollum, Lillard (5) | Barclays Center            | 8 - 7   |
| 16    | 22 novembre  | @ New York         | D 103-107      | Damian Lillard (22) | Ed Davis (10)         | Damian Lillard (6)    | Madison Square Garden      | 8 - 8   |
| 17    | 23 novembre  | @ Cleveland        | D 125-137      | Damian Lillard (40) | Harkless, Lillard (7) | Damian Lillard (7)    | Quicken Loans Arena        | 8 - 9   |
| 18    | 25 novembre  | Nouvelle-Orléans   | V 119-104      | Damian Lillard (27) | Mason Plumlee (14)    | Damian Lillard (11)   | Moda Center                | 9 - 9   |
| 19    | 27 novembre  | Houston            | D 114-130      | C.J. McCollum (28)  | Mason Plumlee (8)     | McCollum, Plumlee (7) | Moda Center                | 9 - 10  |
| 20    | 30 novembre  | Indiana            | V 131-109      | Damian Lillard (28) | Davis, Plumlee (9)    | Damian Lillard (10)   | Moda Center                | 10 - 10 |

| Match | Date match  | Équipe           | Score     | Meilleur marqueur      | Meilleur rebondeur   | Meilleur passeur     | Lieux Spectateurs         | Série   |
| ----- | ----------- | ---------------- | --------- | ---------------------- | -------------------- | -------------------- | ------------------------- | ------- |
| 21    | 3 décembre  | Miami            | V 99-92   | Damian Lillard (19)    | Mason Plumlee (9)    | Lillard, Turner (6)  | Moda Center               | 11 - 10 |
| 22    | 5 décembre  | @ Chicago        | V 112-110 | Damian Lillard (30)    | Maurice Harkless (8) | Damian Lillard (7)   | United Center             | 12 - 10 |
| 23    | 7 décembre  | @ Milwaukee      | D 107-115 | Damian Lillard (30)    | Mason Plumlee (10)   | Damian Lillard (6)   | BMO Harris Bradley Center | 12 - 11 |
| 24    | 8 décembre  | @ Memphis        | D 86-88   | C.J. McCollum (24)     | Al-Farouq Aminu (11) | Mason Plumlee (4)    | FedExForum                | 12 - 12 |
| 25    | 10 décembre | @ Indiana        | D 111-118 | C.J. McCollum (34)     | Ed Davis (10)        | Damian Lillard (9)   | Bankers Life Fieldhouse   | 12 - 13 |
| 26    | 12 décembre | @ L. A. Clippers | D 120-121 | C.J. McCollum (25)     | Mason Plumlee (7)    | Damian Lillard (8)   | Staples Center            | 12 - 14 |
| 27    | 13 décembre | Oklahoma City    | V 114-95  | Mason Plumlee (18)     | Mason Plumlee (7)    | Damian Lillard (9)   | Moda Center               | 13 - 14 |
| 28    | 15 décembre | @ Denver         | D 120-132 | Damian Lillard (40)    | Trois joueurs (7)    | Damian Lillard (10)  | Pepsi Center              | 13 - 15 |
| 29    | 17 décembre | @ Golden State   | D 90-135  | Damian Lillard (20)    | Noah Vonleh (8)      | Mason Plumlee (5)    | Oracle Arena              | 13 - 16 |
| 30    | 20 décembre | @ Sacramento     | D 121-126 | C.J. McCollum (36)     | Mason Plumlee (13)   | Damian Lillard (15)  | Golden 1 Center           | 13 - 17 |
| 31    | 21 décembre | Dallas           | D 95-96   | Damian Lillard (29)    | Ed Davis (10)        | Plumlee, Lillard (4) | Moda Center               | 13 - 18 |
| 32    | 23 décembre | San Antonio      | D 90-110  | McCollum, Lillard (16) | C.J. McCollum (6)    | Damian Lillard (10)  | Moda Center               | 13 - 19 |
| 33    | 26 décembre | Toronto          | D 91-95   | C.J. McCollum (29)     | Mason Plumlee (15)   | C.J. McCollum (7)    | Moda Center               | 13 - 20 |
| 34    | 28 décembre | Sacramento       | V 102-89  | C.J. McCollum (20)     | Mason Plumlee (14)   | C.J. McCollum (7)    | Moda Center               | 14 - 20 |
| 35    | 30 décembre | @ San Antonio    | D 94-110  | C.J. McCollum (29)     | Al-Farouq Aminu (6)  | Mason Plumlee (6)    | AT&T Center               | 14 - 21 |

| Match | Date match  | Équipe         | Score           | Meilleur marqueur      | Meilleur rebondeur   | Meilleur passeur    | Lieux Spectateurs       | Série   |
| ----- | ----------- | -------------- | --------------- | ---------------------- | -------------------- | ------------------- | ----------------------- | ------- |
| 36    | 1er janvier | @ Minnesota    | V 95-89         | C.J. McCollum (43)     | Plumlee, Crabbe (8)  | Trois joueurs (3)   | Target Center           | 15 - 21 |
| 37    | 4 janvier   | @ Golden State | D 117-125       | C.J. McCollum (35)     | Mason Plumlee (10)   | Trois joueurs (5)   | Oracle Arena            | 15 - 22 |
| 38    | 6 janvier   | L. A. Lakers   | V 118-109       | C.J. McCollum (27)     | Al-Farouq Aminu (11) | Damian Lillard (10) | Moda Center             | 16 - 22 |
| 39    | 7 janvier   | Détroit        | D 124-125 (OT2) | C.J. McCollum (35)     | Mason Plumlee (10)   | Mason Plumlee (12)  | Moda Center             | 16 - 23 |
| 40    | 10 janvier  | @ L. A. Lakers | V 108-87        | C.J. McCollum (25)     | Al-Farouq Aminu (15) | Evan Turner (7)     | Staples Center          | 17 - 23 |
| 41    | 11 janvier  | Cleveland      | V 102-86        | C.J. McCollum (27)     | Al-Farouq Aminu (12) | Evan Turner (11)    | Moda Center             | 18 - 23 |
| 42    | 13 janvier  | Orlando        | D 109-115       | Damian Lillard (34)    | Damian Lillard (8)   | Mason Plumlee (5)   | Moda Center             | 18 - 24 |
| 43    | 16 janvier  | @ Washington   | D 101-120       | Damian Lillard (22)    | Noah Vonleh (8)      | Allen Crabbe (5)    | Verizon Center          | 18 - 25 |
| 44    | 18 janvier  | @ Charlotte    | D 85-107        | Damian Lillard (21)    | Mason Plumlee (10)   | Damian Lillard (6)  | Time Warner Cable Arena | 18 - 26 |
| 45    | 20 janvier  | @ Philadelphie | D 92-93         | Damian Lillard (30)    | Mason Plumlee (11)   | Evan Turner (5)     | Wells Fargo Center      | 18 - 27 |
| 46    | 21 janvier  | @ Boston       | V 127-123 (OT)  | C.J. McCollum (35)     | Mason Plumlee (11)   | Mason Plumlee (8)   | TD Garden               | 19 - 27 |
| 47    | 25 janvier  | L. A. Lakers   | V 105-98        | Lillard, McCollum (24) | Mason Plumlee (13)   | C.J. McCollum (4)   | Moda Center             | 20 - 27 |
| 48    | 27 janvier  | Memphis        | V 112-109       | Damian Lillard (33)    | Mason Plumlee (10)   | Evan Turner (8)     | Moda Center             | 21 - 27 |
| 49    | 29 janvier  | Golden State   | D 111-113       | C.J. McCollum (28)     | Mason Plumlee (11)   | Damian Lillard (8)  | Moda Center             | 21 - 28 |
| 50    | 31 janvier  | Charlotte      | V 115-98        | Damian Lillard (27)    | Mason Plumlee (11)   | Trois joueurs (4)   | Moda Center             | 22 - 28 |

| Match               | Date match | Équipe          | Score          | Meilleur marqueur   | Meilleur rebondeur   | Meilleur passeur      | Lieux Spectateurs        | Série   |
| ------------------- | ---------- | --------------- | -------------- | ------------------- | -------------------- | --------------------- | ------------------------ | ------- |
| 51                  | 3 février  | Dallas          | D 104-108      | C.J. McCollum (28)  | Plumlee, Lillard (9) | Lillard, McCollum (6) | Moda Center              | 22 - 29 |
| 52                  | 5 février  | @ Oklahoma City | D 99-105       | Damian Lillard (29) | C.J. McCollum (8)    | Lillard, Plumlee (3)  | Chesapeake Energy Arena  | 22 - 30 |
| 53                  | 7 février  | @ Dallas        | V 114-113      | C.J. McCollum (32)  | Mason Plumlee (15)   | Damian Lillard (6)    | American Airlines Center | 23 - 30 |
| 54                  | 9 février  | Boston          | D 111-120      | Damian Lillard (28) | Noah Vonleh (9)      | Damian Lillard (7)    | Moda Center              | 23 - 31 |
| 55                  | 13 février | Atlanta         | D 104-109 (OT) | C.J. McCollum (26)  | Al-Farouq Aminu (15) | C.J. McCollum (5)     | Moda Center              | 23 - 32 |
| 56                  | 15 février | @ Utah          | D 88-111       | C.J. McCollum (18)  | 3 joueurs (7)        | Damian Lillard (7)    | Vivint Smart Home Arena  | 23 - 33 |
| All-Star Break 2017 |            |                 |                |                     |                      |                       |                          |         |
| 57                  | 23 février | @ Orlando       | V 112-103      | Damian Lillard (33) | Jusuf Nurkić (12)    | McCollum, Napier (6)  | Amway Center             | 24 - 33 |
| 58                  | 26 février | @ Toronto       | D 106-112      | Damian Lillard (28) | Al-Farouq Aminu (8)  | Damian Lillard (8)    | Air Canada Centre        | 24 - 34 |
| 59                  | 28 février | @ Détroit       | D 113-120 (OT) | Damian Lillard (34) | Damian Lillard (11)  | Damian Lillard (9)    | Palace of Auburn Hills   | 24 - 35 |

| Match | Date match | Équipe          | Score          | Meilleur marqueur   | Meilleur rebondeur   | Meilleur passeur      | Lieux Spectateurs          | Série   |
| ----- | ---------- | --------------- | -------------- | ------------------- | -------------------- | --------------------- | -------------------------- | ------- |
| 60    | 2 mars     | Oklahoma City   | V 114-109      | Damian Lillard (33) | Jusuf Nurkić (12)    | Jusuf Nurkić (6)      | Moda Center                | 25 - 35 |
| 61    | 4 mars     | Brooklyn        | V 130-116      | C.J. McCollum (31)  | Aminu, Nurkić (6)    | Damian Lillard (11)   | Moda Center                | 26 - 35 |
| 62    | 7 mars     | @ Oklahoma City | V 126-121      | Allen Crabbe (23)   | Jusuf Nurkić (8)     | Damian Lillard (8)    | Chesapeake Energy Arena    | 27 - 35 |
| 63    | 9 mars     | Philadelphie    | V 114-108 (OT) | Jusuf Nurkić (28)   | Jusuf Nurkić (20)    | Jusuf Nurkić (8)      | Moda Center                | 28 - 35 |
| 64    | 11 mars    | Washington      | D 124-125 (OT) | C.J. McCollum (34)  | Vonleh, Aminu (8)    | Damian Lillard (7)    | Moda Center                | 28 - 36 |
| 65    | 12 mars    | @ Phoenix       | V 110-101      | Damian Lillard (39) | Al-Farouq Aminu (12) | C.J. McCollum (4)     | Talking Stick Resort Arena | 29 - 36 |
| 66    | 14 mars    | @ New Orleans   | D 77-100       | Damian Lillard (29) | Aminu, Vonleh (10)   | Leonard, Napier (3)   | Smoothie King Center       | 29 - 37 |
| 67    | 15 mars    | @ San Antonio   | V 110-106      | Damian Lillard (36) | Jusuf Nurkić (9)     | Lillard, McCollum (4) | AT&T Center                | 30 - 37 |
| 68    | 18 mars    | @ Atlanta       | V 113-97       | Damian Lillard (27) | Noah Vonleh (11)     | Jusuf Nurkić (6)      | Philips Arena              | 31 - 37 |
| 69    | 19 mars    | @ Miami         | V 115-104      | Damian Lillard (49) | Jusuf Nurkić (12)    | Lillard, McCollum (5) | American Airlines Arena    | 32 - 37 |
| 70    | 21 mars    | Milwaukee       | D 90-93        | Damian Lillard (31) | Jusuf Nurkić (14)    | Damian Lillard (7)    | Moda Center                | 32 - 38 |
| 71    | 23 mars    | New York        | V 110-95       | Damian Lillard (30) | Noah Vonleh (12)     | Damian Lillard (5)    | Moda Center                | 33 - 38 |
| 72    | 25 mars    | Minnesota       | V 112-100      | C.J. McCollum (32)  | Jusuf Nurkić (9)     | Damian Lillard (8)    | Moda Center                | 34 - 38 |
| 73    | 26 mars    | @ L. A. Lakers  | V 97-81        | Damian Lillard (22) | Noah Vonleh (14)     | Damian Lillard (5)    | Staples Center             | 35 - 38 |
| 74    | 28 mars    | Denver          | V 122-113      | C.J. McCollum (39)  | Jusuf Nurkić (16)    | Damian Lillard (7)    | Moda Center                | 36 - 38 |
| 75    | 30 mars    | Houston         | V 117-107      | Damian Lillard (31) | Jusuf Nurkić (11)    | Damian Lillard (11)   | Moda Center                | 37 - 38 |

| Match | Date match | Équipe      | Score     | Meilleur marqueur   | Meilleur rebondeur   | Meilleur passeur      | Lieux Spectateurs       | Série   |
| ----- | ---------- | ----------- | --------- | ------------------- | -------------------- | --------------------- | ----------------------- | ------- |
| 76    | 1er avril  | Phoenix     | V 130-117 | Damian Lillard (31) | Noah Vonleh (17)     | Lillard, McCollum (7) | Moda Center             | 38 - 38 |
| 77    | 3 avril    | @ Minnesota | D 109-110 | Damian Lillard (25) | Maurice Harkless (8) | Damian Lillard (6)    | Target Center           | 38 - 39 |
| 78    | 4 avril    | @ Utah      | D 87-106  | C.J. McCollum (25)  | C.J. McCollum (6)    | Damian Lillard (3)    | Vivint Smart Home Arena | 38 - 40 |
| 79    | 6 avril    | Minnesota   | V 105-98  | Allen Crabbe (25)   | Damian Lillard (9)   | Damian Lillard (8)    | Moda Center             | 39 - 40 |
| 80    | 8 avril    | Utah        | V 101-86  | Damian Lillard (59) | Al-Farouq Aminu (12) | Lillard, McCollum (5) | Moda Center             | 40 - 40 |
| 81    | 10 avril   | San Antonio | V 99-98   | Shabazz Napier (32) | Noah Vonleh (11)     | Evan Turner (7)       | Moda Center             | 41 - 40 |
| 82    | 12 avril   | New Orleans | D 100-103 | Shabazz Napier (25) | Noah Vonleh (19)     | Pat Connaughton (7)   | Moda Center             | 41 - 41 |

## Playoffs
| Playoffs Total: 0-4 (Domicile : 0-2 ; Extérieur : 0-2) |

| Match | Date match | Équipe         | Score     | Meilleur marqueur     | Meilleur rebondeur   | Meilleur passeur    | Lieux Spectateurs | Série |
| ----- | ---------- | -------------- | --------- | --------------------- | -------------------- | ------------------- | ----------------- | ----- |
| 1     | 16 avril   | @ Golden State | D 109-121 | C.J. McCollum (41)    | Evan Turner (10)     | Turner, Vonleh (4)  | Oracle Arena      | 0 - 1 |
| 2     | 19 avril   | @ Golden State | D 81-110  | Maurice Harkless (15) | Maurice Harkless (8) | Evan Turner (7)     | Oracle Arena      | 0 - 2 |
| 3     | 22 avril   | Golden State   | D 113-119 | C.J. McCollum (32)    | Jusuf Nurkić (11)    | Nurkić, Lillard (4) | Moda Center       | 0 - 3 |
| 4     | 24 avril   | Golden State   | D 103-128 | Damian Lillard (34)   | Noah Vonleh (14)     | Damian Lillard (6)  | Moda Center       | 0 - 4 |

## Confrontations
| Conférence Est      | Conférence Est                               | Conférence Est                               | Conférence Ouest                             | Conférence Ouest                             | Conférence Ouest                             | Conférence Ouest                             | Conférence Ouest                             |
| Division Atlantique | Division Atlantique                          | Division Atlantique                          | Division Nord-Ouest                          | Division Nord-Ouest                          | Division Nord-Ouest                          | Division Nord-Ouest                          | Division Nord-Ouest                          |
| Équipe              | Domicile                                     | Extérieur                                    | Équipe                                       | Domicile                                     | Domicile                                     | Extérieur                                    | Extérieur                                    |
| ------------------- | -------------------------------------------- | -------------------------------------------- | -------------------------------------------- | -------------------------------------------- | -------------------------------------------- | -------------------------------------------- | -------------------------------------------- |
| Boston              | 111-120                                      | 127-123 (OT)                                 | Denver                                       | 112-105                                      | 122-113                                      | 115-113 (OT)                                 | 120-132                                      |
| Brooklyn            | 130-116                                      | 129-109                                      | Minnesota                                    | 112-100                                      | 105-98                                       | 95-89                                        | 109-110                                      |
| New York            | 110-95                                       | 103-107                                      | Oklahoma City                                | 114-95                                       | 114-109                                      | 126-121                                      | 99-105                                       |
| Philadelphie        | 114-108 (OT)                                 | 92-93                                        |                                              |                                              |                                              |                                              |                                              |
| Toronto             | 91-95                                        | 106-112                                      | Utah                                         | 113-104                                      | 101-86                                       | 88-111                                       | 87-106                                       |
|                     | 3–2                                          | 2–3                                          |                                              | 8–0                                          | 8–0                                          | 3–5                                          | 3–5                                          |
| Division            | 5–5                                          | 5–5                                          | Division                                     | 11–5                                         | 11–5                                         | 11–5                                         | 11–5                                         |
| Division Atlantique | Division Atlantique                          | Division Atlantique                          | Division Nord-Ouest                          | Division Nord-Ouest                          | Division Nord-Ouest                          | Division Nord-Ouest                          | Division Nord-Ouest                          |
| Équipe              | Domicile                                     | Extérieur                                    | Équipe                                       | Domicile                                     | Domicile                                     | Extérieur                                    | Extérieur                                    |
| Chicago             | 88-113                                       | 112-110                                      | Golden State                                 | 104-127                                      | 111-113                                      | 90-135                                       | 117-125                                      |
| Cleveland           | 102-86                                       | 125-137                                      | L.A. Clippers                                | 106-114                                      |                                              | 80-111                                       | 120-121                                      |
| Detroit             | 124-125 (2OT)                                | 113-120 (OT)                                 | L.A. Lakers                                  | 118-109                                      | 105-98                                       | 108-87                                       | 97-81                                        |
| Indiana             | 131-109                                      | 111-118                                      | Phoenix                                      | 124-121                                      | 130-117                                      | 115-118 (OT)                                 | 110-101                                      |
| Milwaukee           | 90-93                                        | 107-115                                      | Sacramento                                   | 122-120 (OT)                                 | 102-89                                       | 121-126                                      |                                              |
|                     | 2–3                                          | 1–4                                          |                                              | 6–3                                          | 6–3                                          | 3–6                                          | 3–6                                          |
| Division            | 3–7                                          | 3–7                                          | Division                                     | 9–9                                          | 9–9                                          | 9–9                                          | 9–9                                          |
| Division Atlantique | Division Atlantique                          | Division Atlantique                          | Division Nord-Ouest                          | Division Nord-Ouest                          | Division Nord-Ouest                          | Division Nord-Ouest                          | Division Nord-Ouest                          |
| Équipe              | Domicile                                     | Extérieur                                    | Équipe                                       | Domicile                                     | Domicile                                     | Extérieur                                    | Extérieur                                    |
| Atlanta             | 104-109 (OT)                                 | 113-97                                       | Dallas                                       | 95-96                                        | 104-108                                      | 105-95                                       |                                              |
| Charlotte           | 115-98                                       | 85-107                                       | Houston                                      | 114-130                                      | 117-107                                      | 109-126                                      |                                              |
| Miami               | 99-92                                        | 115-104                                      | Memphis                                      | 112-109                                      |                                              | 100-94                                       | 86-88                                        |
| Orlando             | 109-115                                      | 112-103                                      | La Nouvelle-Orléans                          | 119-104                                      |                                              | 101-113                                      | 77-100                                       |
| Washington          | 124-125 (OT)                                 | 101-120                                      | San Antonio                                  | 90-110                                       |                                              | 94-110                                       | 110-106                                      |
|                     | 2–3                                          | 3–2                                          |                                              | 3–4                                          | 3–4                                          | 3–5                                          | 3–5                                          |
| Division            | 5–5                                          | 5–5                                          | Division                                     | 6–9                                          | 6–9                                          | 6–9                                          | 6–9                                          |
| Conférence          | 13–17 (Domicile : 7–8 ; Extérieur : 6–9)     | 13–17 (Domicile : 7–8 ; Extérieur : 6–9)     | Conférence                                   | 26–23 (Domicile : 17–7 ; Extérieur : 9–16)   | 26–23 (Domicile : 17–7 ; Extérieur : 9–16)   | 26–23 (Domicile : 17–7 ; Extérieur : 9–16)   | 26–23 (Domicile : 17–7 ; Extérieur : 9–16)   |
| Total               | 40-40 (Domicile : 24–15 ; Extérieur : 16–25) | 40-40 (Domicile : 24–15 ; Extérieur : 16–25) | 40-40 (Domicile : 24–15 ; Extérieur : 16–25) | 40-40 (Domicile : 24–15 ; Extérieur : 16–25) | 40-40 (Domicile : 24–15 ; Extérieur : 16–25) | 40-40 (Domicile : 24–15 ; Extérieur : 16–25) | 40-40 (Domicile : 24–15 ; Extérieur : 16–25) |

## Effectif actuel
| Trail Blazers de Portland Effectif actuel |    |                        |                    |                  |
| Entraîneur é: Terry Stotts                |    |                        |                    |                  |
| Ailier                                    | 8  | Drapeau du Nigeria     | Al-Farouq Aminu    | Wake Forest      |
| Arrière, Ailier                           | 5  | Drapeau des États-Unis | Pat Connaughton    | Notre Dame       |
| Arrière                                   | 23 | Drapeau des États-Unis | Allen Crabbe       | California       |
| Ailier fort                               | 17 | Drapeau des États-Unis | Ed Davis           | Caroline du Nord |
| Pivot                                     | 31 | Drapeau du Nigeria     | Festus Ezeli       | Vanderbilt       |
| Ailier                                    | 4  | Drapeau des États-Unis | Maurice Harkless   | Saint John       |
| Ailier                                    | 10 | Drapeau des États-Unis | Jake Layman        | Maryland         |
| Ailier fort, Pivot                        | 11 | Drapeau des États-Unis | Meyers Leonard     | Illinois         |
| Meneur                                    | 0  | Drapeau des États-Unis | Damian Lillard (C) | Weber State      |
| Meneur                                    | 3  | Drapeau des États-Unis | C.J. McCollum (C)  | Lehigh           |
| Meneur                                    | 6  | Drapeau des États-Unis | Shabazz Napier     | Connecticut      |
| Pivot, Ailier fort                        | 24 | Drapeau des États-Unis | Mason Plumlee      | Duke             |
| Meneur, Arrière                           | 55 | Drapeau des États-Unis | Tim Quarterman     | LSU              |
| Arrière, Ailier                           | 1  | Drapeau des États-Unis | Evan Turner        | Ohio State       |
| Ailier fort                               | 21 | Drapeau des États-Unis | Noah Vonleh        | Indiana          |
| (C) Capitaine - Blessé                    |    |                        |                    |                  |

## Contrats et salaires 2016-2017
| Joueur           | Poste      | Âge        | Exp        | Contrat                 | Salaire 2016-2017 | Fin du contrat |
| ---------------- | ---------- | ---------- | ---------- | ----------------------- | ----------------- | -------------- |
| Joueurs actuels  |            |            |            |                         |                   |                |
| Al-Farouq Aminu  | SF         | 26         | 6          | 30 000 000 $ sur 5 ans  | 7 680 965 $       | 2020           |
| Pat Connaughton  | SG         | 23         | 1          | 2 514 475 $ sur 3 ans   | 874,636 $         | 2018           |
| Ed Davis         | PF         | 27         | 6          | 19 997 700 $ sur 3 ans  | 6 666 667 $       | 2018           |
| Festus Ezeli     | C          | 26         | 4          | 7 400 000 $ sur 1 an    | 7 400 000 $       | 2017 (T)       |
| Jake Layman      | SF         | 22         | 0          | 2 555 511 $ sur 3 ans   | 600,000 $         | 2019           |
| Damian Lillard   | PG         | 26         | 4          | 139 888 445 $ sur 5 ans | 24 328 425 $      | 2021           |
| C.J. McCollum    | SG         | 25         | 3          | 10 482 459 $ sur 4 ans  | 3 219 579 $       | 2017           |
| Luis Montero     | SG         | 23         | 1          | 2 414 475 $ sur 3 ans   | 874,636 $*        | 2018           |
| Shabazz Napier   | PG         | 24         | 2          | 3 883 200 $ sur 3 ans   | 1 350 120 $       | 2017 (T)       |
| Mason Plumlee    | PF         | 26         | 3          | 6 399 770 $ sur 4 ans   | 2 328 530 $       | 2017           |
| Evan Turner      | SF         | 27         | 6          | 70 000 000 $ sur 4 ans  | 16 393 443 $      | 2020           |
| Noah Vonleh      | PF         | 21         | 2          | 6 399 770 $ sur 4 ans   | 2 751 360 $       | 2017 (T)       |
| Joueurs coupés   |            |            |            |                         |                   |                |
| Anderson Varejão | PF         | -          | -          | -                       | 1 984 005 $       | -              |
|                  |            |            |            |                         |                   |                |
| Total            | Total      | Total      | Total      | Total                   | 76 452 366 $      | Différence     |
| Salary Cap       | Salary Cap | Salary Cap | Salary Cap | Salary Cap              | 94 143 000 $      | 17 690 634 $   |
| Luxury Tax       | Luxury Tax | Luxury Tax | Luxury Tax | Luxury Tax              | 113 287 000 $     | 36 834 634 $   |

- 2017 = Joueur agent libre en fin de saison.
- 2017 = Joueur agent libre restreint en fin de saison.
- 2017 (T) = Joueur ayant une option joueur en fin de saison.
- *Contrat non garanti.

## Transferts

### Échanges
| Juin           | Juin                                                                       | Juin                                                                                    | Juin                   |
| -------------- | -------------------------------------------------------------------------- | --------------------------------------------------------------------------------------- | ---------------------- |
| 23 juin 2016   | Échange à deux équipes                                                     | Échange à deux équipes                                                                  | Échange à deux équipes |
| 23 juin 2016   | Vers Magic d'Orlando - Compensation financière - Second tour de draft 2019 | Vers Trail Blazers de Portland - Droits sur le 47e choix de la Draft 2016 : Jake Layman | [ 2 ]                  |
| Juillet        |                                                                            |                                                                                         |                        |
| 7 juillet 2016 | Échange à deux équipes                                                     | Échange à deux équipes                                                                  | Échange à deux équipes |
| 7 juillet 2016 | Vers Trail Blazers de Portland - Shabazz Napier                            | Vers Magic d'Orlando - Compensation financière                                          | [ 3 ]                  |

### Arrivés
| Joueur                             | Contrat                           | Provenance               | Référence |
| ---------------------------------- | --------------------------------- | ------------------------ | --------- |
| Festus Ezeli                       | Contrat de 7 400 000 $ sur 1 an   | Warriors de Golden State | [ 4 ]     |
| Jake Layman (Draft 2016, choix 47) | Contrat de 2 555 511 $ sur 3 ans  | Terrapins du Maryland    | [ 5 ]     |
| Evan Turner                        | Contrat de 70 000 000 $ sur 4 ans | Celtics de Boston        | [ 6 ]     |

### Départs
| Joueur               | Raison départ | Nouvelle équipe ¹     | Référence |
| -------------------- | ------------- | --------------------- | --------- |
| Cliff Alexander      | Libéré        | -                     | [ 7 ]     |
| Brian Roberts        | Agent libre   | Hornets de Charlotte  | [ 8 ]     |
| Gerald Henderson Jr. | Agent libre   | 76ers de Philadelphie | [ 9 ]     |

¹ Il s'agit de l’équipe pour laquelle le joueur a signé après son départ, il a pu entre-temps changer d'équipe ou encore de pays.